# Oliarus montana
Oliarus montana är en insektsart som beskrevs av Metcalf 1923. Oliarus montana ingår i släktet Oliarus och familjen kilstritar. Inga underarter finns listade i Catalogue of Life.